# Pal Joey
Pal Joey (Brasil: Meus Dois Carinhos / Portugal: O Querido Joey) é um filme estadunidense de 1957, do gênero romance e musical dirigido por George Sidney para a Columbia Pictures.

## Sinopse
Joey é um cantor conquistador que se vê envolvido num triângulo amoroso, ao mesmo tempo que luta para conseguir seu sonho: abrir uma casa de espetáculos com seu nome.

## Elenco

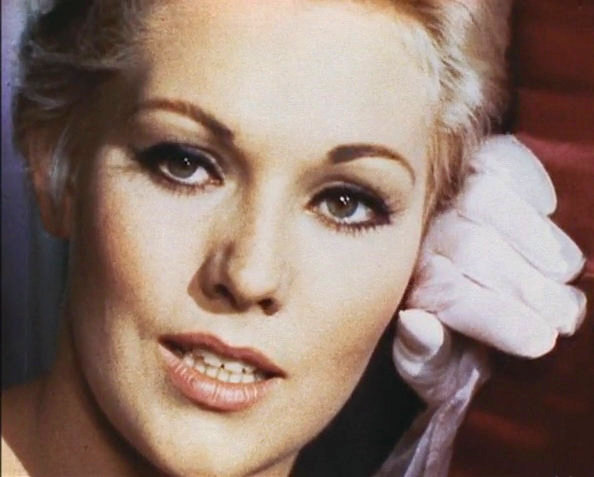
Kim Novak como Linda English

- Rita Hayworth...Vera Simpson
- Frank Sinatra...Joey Evans
- Kim Novak...Linda English
- Barbara Nichols...Gladys
- Bobby Sherwood...Ned Galvin